# 1951 год
1951 (ты́сяча девятьсо́т пятьдеся́т пе́рвый) год  по григорианскому календарю — невисокосный год, начинающийся в понедельник. Это 1951 год нашей эры, 1‑й год 6‑го десятилетия XX века 2‑го тысячелетия, 2‑й год 1950‑х годов. Он закончился 74 года назад.
| Пн | Вт | Ср | Чт | Пт | Сб | Вс |
| 1  | 2  | 3  | 4  | 5  | 6  | 7  |
| 8  | 9  | 10 | 11 | 12 | 13 | 14 |
| 15 | 16 | 17 | 18 | 19 | 20 | 21 |
| 22 | 23 | 24 | 25 | 26 | 27 | 28 |
| 29 | 30 | 31 |    |    |    |    |

| Пн | Вт | Ср | Чт | Пт | Сб | Вс |
|    |    |    | 1  | 2  | 3  | 4  |
| 5  | 6  | 7  | 8  | 9  | 10 | 11 |
| 12 | 13 | 14 | 15 | 16 | 17 | 18 |
| 19 | 20 | 21 | 22 | 23 | 24 | 25 |
| 26 | 27 | 28 |    |    |    |    |

| Пн | Вт | Ср | Чт | Пт | Сб | Вс |
|    |    |    | 1  | 2  | 3  | 4  |
| 5  | 6  | 7  | 8  | 9  | 10 | 11 |
| 12 | 13 | 14 | 15 | 16 | 17 | 18 |
| 19 | 20 | 21 | 22 | 23 | 24 | 25 |
| 26 | 27 | 28 | 29 | 30 | 31 |    |

| Пн | Вт | Ср | Чт | Пт | Сб | Вс |
|    |    |    |    |    |    | 1  |
| 2  | 3  | 4  | 5  | 6  | 7  | 8  |
| 9  | 10 | 11 | 12 | 13 | 14 | 15 |
| 16 | 17 | 18 | 19 | 20 | 21 | 22 |
| 23 | 24 | 25 | 26 | 27 | 28 | 29 |
| 30 |    |    |    |    |    |    |

| Пн | Вт | Ср | Чт | Пт | Сб | Вс |
|    | 1  | 2  | 3  | 4  | 5  | 6  |
| 7  | 8  | 9  | 10 | 11 | 12 | 13 |
| 14 | 15 | 16 | 17 | 18 | 19 | 20 |
| 21 | 22 | 23 | 24 | 25 | 26 | 27 |
| 28 | 29 | 30 | 31 |    |    |    |

| Пн | Вт | Ср | Чт | Пт | Сб | Вс |
|    |    |    |    | 1  | 2  | 3  |
| 4  | 5  | 6  | 7  | 8  | 9  | 10 |
| 11 | 12 | 13 | 14 | 15 | 16 | 17 |
| 18 | 19 | 20 | 21 | 22 | 23 | 24 |
| 25 | 26 | 27 | 28 | 29 | 30 |    |

| Пн | Вт | Ср | Чт | Пт | Сб | Вс |
|    |    |    |    |    |    | 1  |
| 2  | 3  | 4  | 5  | 6  | 7  | 8  |
| 9  | 10 | 11 | 12 | 13 | 14 | 15 |
| 16 | 17 | 18 | 19 | 20 | 21 | 22 |
| 23 | 24 | 25 | 26 | 27 | 28 | 29 |
| 30 | 31 |    |    |    |    |    |

| Пн | Вт | Ср | Чт | Пт | Сб | Вс |
|    |    | 1  | 2  | 3  | 4  | 5  |
| 6  | 7  | 8  | 9  | 10 | 11 | 12 |
| 13 | 14 | 15 | 16 | 17 | 18 | 19 |
| 20 | 21 | 22 | 23 | 24 | 25 | 26 |
| 27 | 28 | 29 | 30 | 31 |    |    |

| Пн | Вт | Ср | Чт | Пт | Сб | Вс |
|    |    |    |    |    | 1  | 2  |
| 3  | 4  | 5  | 6  | 7  | 8  | 9  |
| 10 | 11 | 12 | 13 | 14 | 15 | 16 |
| 17 | 18 | 19 | 20 | 21 | 22 | 23 |
| 24 | 25 | 26 | 27 | 28 | 29 | 30 |

| Пн | Вт | Ср | Чт | Пт | Сб | Вс |
| 1  | 2  | 3  | 4  | 5  | 6  | 7  |
| 8  | 9  | 10 | 11 | 12 | 13 | 14 |
| 15 | 16 | 17 | 18 | 19 | 20 | 21 |
| 22 | 23 | 24 | 25 | 26 | 27 | 28 |
| 29 | 30 | 31 |    |    |    |    |

| Пн | Вт | Ср | Чт | Пт | Сб | Вс |
|    |    |    | 1  | 2  | 3  | 4  |
| 5  | 6  | 7  | 8  | 9  | 10 | 11 |
| 12 | 13 | 14 | 15 | 16 | 17 | 18 |
| 19 | 20 | 21 | 22 | 23 | 24 | 25 |
| 26 | 27 | 28 | 29 | 30 |    |    |

| Пн | Вт | Ср | Чт | Пт | Сб | Вс |
|    |    |    |    |    | 1  | 2  |
| 3  | 4  | 5  | 6  | 7  | 8  | 9  |
| 10 | 11 | 12 | 13 | 14 | 15 | 16 |
| 17 | 18 | 19 | 20 | 21 | 22 | 23 |
| 24 | 25 | 26 | 27 | 28 | 29 | 30 |
| 31 |    |    |    |    |    |    |

## События

### Январь
- 4 января — Корейская война: КНДР в союзе с Китаем вновь заняли Сеул.

### Февраль
- 9 февраля — в городе Карачи заключено соглашение между США и Пакистаном, предусматривавшее предоставление Пакистану американской технической помощи в реконструкции и строительстве стратегически важных коммуникаций, железных дорог, портов и аэродромов[1].
- 16 февраля — в СССР в связи с состоянием здоровья И. В. Сталина Политбюро ЦК ВКП(б) передало все текущие дела тройке — секретарь ЦК ВКП (б) Г. М. Маленков, член ЦК ВКП (б) Н. А. Булганин, член ЦК ВКП(б) Л. П. Берия[источник не указан 560 дней].
- 18 февраля — король Непала Трибхуван отменил институт наследственных премьер-министров рода Рана, известив об этом в изданной им прокламации. Он заявил о сформировании временного правительства и о выборах в Законодательную ассамблею[2].
- 19 февраля
  - после роспуска Коммунистической партии Индокитая образована Коммунистическая партия Камбоджи, которую позже возглавил Пол Пот[3].
  - в албанской столице Тиране подпольщики-антикоммунисты совершили бескровный теракт против советского посольства[4].
- 26 февраля — в Албании расстреляна без суда группа представителей оппозиционной интеллигенции[5].

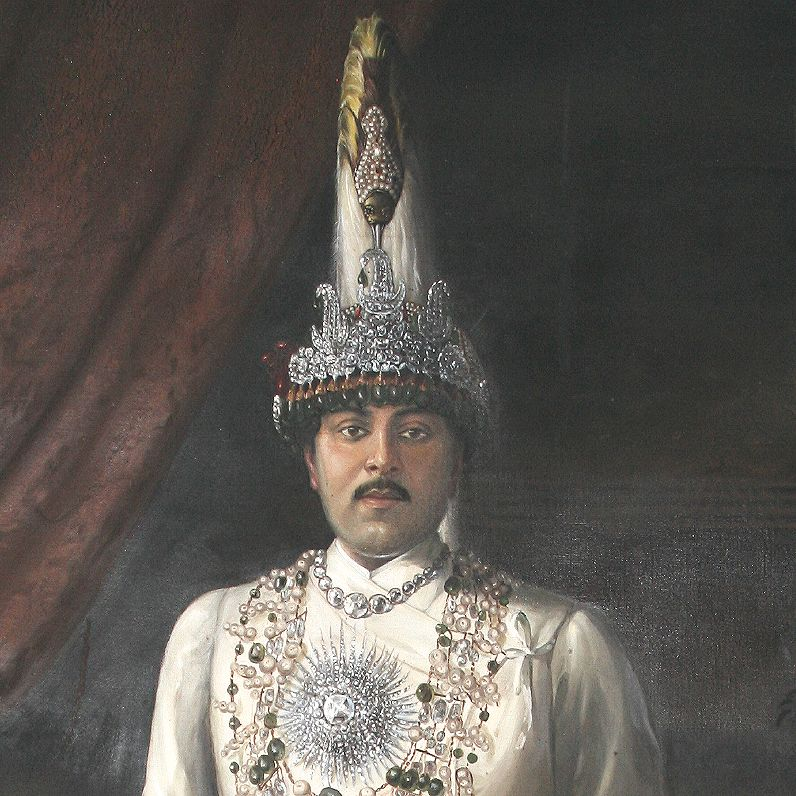
Король Непала Трибхуван

### Март
- 7 марта — Корейская война: был отдан приказ о начале операции «Потрошитель». Было выбрано два направления контрнаступления в центральной части линии фронта. Операция развивалась успешно, и в середине марта войска южной коалиции форсировали реку Ханган и заняли Сеул.
- 11 марта — на консультативной встрече трёх коммунистических освободительных движений Индокитая создан Союз Вьет-Кхмер-Лао (Льен-Вьет (Вьетнам), Фронт освобождения Лаоса и Кхмер Иссарак (Камбоджа))[6].
- 12 марта — Верховный Совет СССР принял Закон о защите мира.
- 15 марта
  - На пост президента Гватемалы вступил победивший на выборах полковник Хакобо Арбенс[7].
  - Меджлис Ирана принял закон о национализации нефтяной промышленности[8].
- 22 марта — Телевидение имени Горького заменено на ЦСТ, Центральная Студия Телевидения.
- 23 марта — после вынужденного приводнения в Атлантике исчез самолёт Douglas C-124A Globemaster II ВВС США с 53 людьми на борту.
- 29 марта — вынесение в США смертного приговора Этель и Юлиусу Розенбергам по обвинению в шпионаже в пользу СССР.

### Апрель
- 5 апреля — в Лаосе принят первый постоянный избирательный закон[9].
- 10 апреля — обнародована первая конституция Непала[10].
- 11 апреля — Корейская война: по распоряжению Трумэна генерал Макартур был отстранён от командования войсками.
- 17 апреля — Верховный Совет СССР ратифицировал Женевские конвенции о защите жертв войны (1949).
- 18 апреля — Подписание договора об учреждении Европейского объединения угля и стали.
- 21 апреля — Создан Национальный Олимпийский комитет СССР.
- 22 апреля — Корейская война: войска Севера предприняли контрнаступление.
- 25 апреля — Столкновение над Ки-Уэстом.
- 29 апреля — к власти в Иране пришло патриотическое правительство Мохаммеда Мосаддыка[8].

### Май
- 6 мая — на президентских выборах в Боливии большинство голосов получил кандидат партии Националистическое революционное движение Виктор Пас Эстенссоро. Так как он не набрал необходимого числа голосов, решение об избрании президента перешло к Национальному конгрессу[11].
- 11 мая — в Польше была основана компания Zelmer, как государственная фабрика по производству велосипедов и детских колясок.
- 16 мая — президент Боливии Мамерто Урриалагоитиа передал власть военной хунте во главе с генералом Уго Балливианом и эмигрировал в Чили. В стране введено чрезвычайное положение, результаты выборов 6 мая объявлены недействительными[11].
- 16—21 мая — Корейская война: началось очередное наступление войск северной коалиции, довольно безуспешное. Оно было остановлено, после чего войска ООН предприняли полномасштабное наступление по всему фронту. Армия Севера была отброшена за 38-ю параллель.

### Июнь
- 16 июня — в Аддис-Абебе подписано Соглашение о техническом сотрудничестве между Эфиопией и США, предусматривавшее широкую техническую помощь Эфиопии в рамках программы Трумэна[12].
- 17 июня — во Французском Алжире прошли выборы в Алжирское собрание. Алжирская арабская оппозиция объявила их сфальсифицированными[13].
- 18 июня — в Джидде подписано соглашение между Саудовской Аравией и США о продолжении эксплуатации военной базы США в Дахране и американской помощи в обучении специалистов для саудовской авиации[14].
- 24 июня — началось коммерческое цветное телевещание (CBS).
- 30 июня — Катастрофа DC-6 под Форт-Коллинсом — крупнейшая в штате Колорадо (50 погибших).

### Июль
- 1 июля — вступил в силу План Коломбо по совместному экономическому развитию Южной и Юго-Восточной Азии[15].
- 8 июля — Корейская война: стороны впервые сели за стол переговоров в Кэсоне.
- 20 июля — в Иерусалиме застрелен король Иордании Абдаллах ибн Хусейн. На престол вступил его сын Талал бен Абдалла[16].
- 21 июля — в районе Александровского архипелага пропал самолёт Douglas DC-4 компании Canadian Pacific Airlines с 38 людьми на борту[17].
- 22 июля — с космодрома Капустин Яр запущена ракета Р-1 с двумя собаками[18].
- 26 июля — в Новгороде на Неревском раскопе была обнаружена берестяная грамота № 1[19].

### Август
- 16 августа — министр иностранных дел Египта Мухаммед Салах ад-Дин заявил в парламенте о прекращении переговоров с Великобританией о судьбе Суэцкого канала в ответ на речь министра иностранных дел Великобритании Герберта Моррисона[20].
- 24 августа — Катастрофа DC-6 под Оклендом.
- 26 августа — массовые демонстрации в Каире с требованием расторжения англо-египетского договора 1936 года[21].
- 30 августа — государственный секретарь США Дин Ачесон и министр иностранных дел Филиппин Карлос Пенья Ромуло подписали в Вашингтоне договор О взаимном обеспечении безопасности, предусматривавший военное вмешательство США в случае внешней угрозы Филиппинам[22].

### Сентябрь
- 1 сентября — в Сан-Франциско подписано соглашение между Новой Зеландией, Австралией и США о создании Тихоокеанского пакта безопасности (АНЗЮС)[23].
- 7 сентября — в Аддис-Абебе подписан Договор о дружбе и экономических отношениях между Эфиопией и США, предусматривавший свободу торговли и навигации между двумя странами[12] (вступил в силу 8 октября 1953 года)[24].
- 8 сентября — подписан сепаратный Сан-Францисский договор о мире между Японией и рядом государств, во главе с США и Великобританией. Одновременно подписан Договор безопасности[англ.] между Японией и США, позволяющий беспрепятственное нахождение армии США на японской территории[12].
- 9 сентября — королевское правительство Лаоса заключило с США Соглашение об экономическом сотрудничестве, которое обеспечило приток в страну американской помощи и положило начало влиянию США в Лаосе[25].
- 28 сентября — президент Аргентины генерал Хуан Перон заявил о раскрытии военного заговора генерала Бенхамина Менендеса. В стране введено военное положение[26].

### Октябрь
- 1 октября — президент Боливии генерал Уго Балливиан в условиях экономического кризиса подписал соглашение о направлении в страну постоянной экономической группы ООН для руководства экономикой страны[27].
- 6 октября — партизаны из Коммунистической партии Малайи напали на конвой верховного комиссара Великобритании в Малайской Федерации Генри Гёрни и убили его[28].
- 7 октября — Национальное учредительное собрание приняло первую конституцию Ливии[29].
- 8 октября — Мустафа Наххас в парламенте Египта призвал денонсировать англо-египетский договор 1936 года[21].
- 10 октября — подписание президентом США Гарри Трумэном закона «О взаимном обеспечении безопасности»[англ.].
- 14 октября — создана Организация центральноамериканских государств (ОЦАГ), в которую вошли Гватемала, Гондурас, Коста-Рика, Сальвадор и Никарагуа[30].
- 15 октября
  - Парламент Египта принял закон о денонсации Англо-египетского договора 1936 года[31] и двух англо-египетских соглашений по Судану от 1899 года. Судан объявлен неотъемлемой частью Египта, король Египта Фарук I провозглашён «королём Египта и Судана»[32][33].
  - В Аргентине введена смертная казнь за участие в военных заговорах и мятежах армии[34].
- 16 октября — в Равалпинди убит первый премьер-министр Пакистана Лиакат Али Хан[35].
- 17 октября — британские войска в Египте обстреляли казармы египетской полиции в Исмаилии[36].
- 23 октября — столкновения египтян с британскими войсками в зоне Суэцкого канала. В память о погибших правительство объявило 23 октября Днём траура[37].
- 25 октября — Парламентские выборы в Великобритании, власть в стране перешла к консерваторам во главе с Уинстоном Черчиллем.

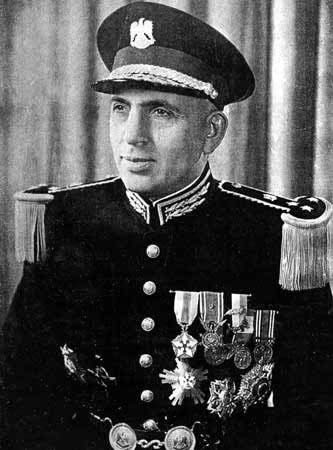
2 декабря: Военный переворот в Сирии. Полковник Адиб Шишекли устанавливает в стране режим военной диктатуры

### Ноябрь
- 6 ноября — над Японским морем силами ПВО СССР сбит самолёт ВМС США «P-2V Neptune», нарушивший воздушное пространство СССР. 10 членов экипажа погибли[38].
- 11 ноября — генерал-лейтенант Хуан Доминго Перон переизбран президентом Аргентины на второй срок[34].
- 17 ноября — Катастрофа Ил-12 под Новосибирском
- 22 ноября — в Государственном Русском музее открылась «Выставка произведений ленинградских художников 1951 года».

### Декабрь
- 2 декабря — военный переворот в Сирии. К власти приходит Верховный военный совет во главе с полковником Адибом Шишекли[39][40].
- 3 декабря — перестрелка между британскими войсками и египетской полицией в Суэце[36].
- 8 декабря — Египет отверг требование Великобритании очистить квартал Кафр-Ахмед-Абдо в Суэце от федаев, совершавших нападения на британские войска в зоне Суэцкого канала. Британия провела в квартале военную операцию с применением танков, после чего Египет отозвал посла из Лондона и реквизировал Английский клуб в Каире[37].
- 16 декабря — Катастрофа C-46 в Элизабет.
- 20 декабря — в Москве в Государственной Третьяковской галерее открылась Всесоюзная художественная выставка.
- 24 декабря — Ливия первой из африканских колоний получила независимость по решению Генеральной Ассамблеи ООН. Провозглашено Соединённое Королевство Ливии во главе с королём Идрисом I, объединившее находившиеся под британским контролем Триполитанию и Киренаику и контролировавшийся Францией Феццан[41].
- 25 декабря — первым премьер-министром Ливии назначен член правительства Триполитании Махмуд аль-Мунтасер (до 19 февраля 1954 года)[42][43].
- 26 декабря — Верховный Совет Литовской ССР законодательно закрепил создание в республике основ социализма и внёс изменения в конституцию Литовской ССР[44].
- 30 декабря — официально прекратил действие план Маршалла[45].

### Без точных дат
- Создано Европейское объединение угля и стали (ЕОУС), в которое вошли 6 западноевропейских государств.
- Создана Центральная студия телевидения СССР (прообраз первой программы).
- Зима ужаса в Альпах.
- Правительство Сан-Марино приняло решение открыть казино и построить мощную теле- и радиостанцию. Италия выразила протест и объявила о блокаде Сан-Марино. Маленькому государству пришлось уступить.

## Персоны года
Человек года по версии журнала Time — Мохаммед Моссадык, премьер-министр Ирана.

## Родились
См. также: Категория:Родившиеся в 1951 году

### Январь
- 12 января — Крис Белл, американский композитор, один из основателей группы Big Star.
- 20 января — Иэн Хилл, бас-гитарист английской группы Judas Priest.
- 29 января — Евгений Кушнарёв, советский и украинский государственный и политический деятель, деятель местного самоуправления (убит в 2007).
- 30 января — Фил Коллинз, английский рок-музыкант, композитор, актёр, обладатель 7 «Грэмми» и «Оскара».

### Февраль
- 1 февраля — Константин Никольский, российский рок-музыкант, автор и исполнитель песен.
- 5 февраля — Николай Меркушкин, российский государственный деятель, глава Республики Мордовия с 1995 года.
- 20 февраля — Гордон Браун, 74-й премьер-министр Великобритании.

### Март
- 13 марта — Ирина Алфёрова, советская и российская актриса театра и кино, народная артистка России.
- 17 марта — Курт Рассел, американский актёр, сценарист и продюсер.
- 22 марта — Муса Манаров, космонавт, Герой Советского Союза, депутат Государственной Думы РФ.
- 24 марта — Александр Серов, советский и российский эстрадный певец.
- 26 марта — Алексей Булдаков, советский и российский актёр театра и кино, народный артист России (ум. в 2019).
- 29 марта — Александр Фатюшин, советский и российский актёр (ум. в 2003).

### Апрель
- 11 апреля — Джеймс Патрик Келли, американский писатель-фантаст.
- 14 апреля — Пётр Мамонов, российский музыкант, актёр, шоумен (ум. в 2021).
- 30 апреля  — Надежда Басаргина, оперная певица (лирическое сопрано), артистка оперетты, народная артистка России

### Май
- 1 мая — Салли Манн, американский фотограф.
- 3 мая — Татьяна Толстая, российская писательница, публицист и телеведущая.
- 23 мая — Анатолий Карпов, чемпион мира по шахматам.
- 30 мая — Здравко Чолич, югославский эстрадный певец и композитор, представлявший Югославию на конкурсе «Евровидение» в 1973 году.

### Июнь
- 2 июня — Игорь Гатауллин, советский и российский гитарист, автор, продюсер.
- 5 июня — Юрий Вяземский, российский телеведущий программы Умницы и Умники.
- 21 июня — Алан Силсон, электрогитарист группы Smokie.

### Июль
- 3 июля — Жан-Клод Дювалье, сын и преемник Франсуа Дювалье на посту президента Гаити. На момент вступления в должность президента (1971) был самым молодым президент в мире (ум. 2014);
- 6 июля — Уильям Сёрлс Макартур-мл., американский астронавт;
- 8 июля — Артур Кивни (ум. 2020), учёный-антиковед ирландского происхождения;
- 11 июля — Николай Патрушев, секретарь Совета безопасности РФ, бывший директор ФСБ России, Герой Российской Федерации;
- 14 июля — Сергий (Соколов), епископ Новосибирский и Бердский;
- 19 июля — Абель Феррара, американский кинорежиссёр, клипмейкер («Похитители тел», «Калифорния»);
- 21 июля — Робин Уильямс (ум. 2014), американский актёр, сценарист, продюсер и стендап-комик;
- 22 июля — Олег Газманов, российский эстрадный певец, композитор и поэт, народный артист России (2001).

### Август
- 2 августа — Джо Линн Тернер, американский рок-музыкант, бывший фронтмен групп Rainbow, Deep Purple.
- 6 августа — Любомир Госейко, украинский киновед и историк кино.
- 8 августа — Мамору Осии, японский кинорежиссёр, сценарист, аниме-режиссёр.
- 8 августа — Станислав Садальский, советский и российский актёр.
- 19 августа — Джон Дикон, бас-гитарист английской рок-группы Queen.
- 19 августа — Владимир Конкин, советский и российский актёр.
- 21 августа — Гленн Хьюз, английский вокалист и рок-музыкант.
- 23 августа — Ахмат Кадыров, первый президент Чечни, Герой Российской Федерации (ум. в 2004).

### Сентябрь
- 1 сентября — Тимоти Зан, американский писатель-фантаст.
- 5 сентября — Майкл Китон, (настоящее имя Майкл Джон Дуглас), американский киноактёр («Бэтмен», «Возвращение Бэтмена», «Нет слов», «Экстренные меры»).
- 13 сентября — Александр Розенбаум, советский и российский бард, певец, композитор, актёр, заслуженный артист РФ (1996 г.), народный артист России (2001).
- 17 сентября — Кассандра Петерсон, американская актриса, наиболее известная по образу Эльвиры — Повелительницы Тьмы в кино и на телевидении.
- 25 сентября — Марк Хэмилл, американский актёр и сценарист, наиболее известен по роли Люка Скайуокера (Звёздные войны).

### Октябрь
- 1 октября — Нина Усатова, советская и российская актриса театра и кино, народная артистка России.
- 2 октября — Стинг, английский рок-музыкант и актёр, лидер группы The Police в 1976—84 гг. С 1984 г. выступает сольно.
- 4 октября — Бахытжан Канапьянов, казахский поэт.
- 6 октября — Ирина Шевчук, советская актриса кино.
- 10 октября — Дмитрий Светозаров, советский, российский кинорежиссёр.

### Ноябрь
- 8 ноября — Стас Намин, российский музыкант, композитор и продюсер, художник и фотограф, режиссёр и продюсер театра и кино, антрепренёр.
- 10 ноября — Виктор Сухоруков, советский и российский актёр театра и кино, народный артист Российской Федерации.
- 25 ноября — Шарлин Харрис, американская писательница.
- 25 ноября — Артуро Перес-Реверте, испанский писатель и журналист.
- 27 ноября — Кэтрин Бигелоу — американский режиссёр, лауреат премии «Оскар» в номинации «Лучший режиссёр».

### Декабрь
- 1 декабря — Джако Пасториус, американский джазовый бас-гитарист (ум. в 1987).
- 12 декабря — Фёдор Конюхов, русский путешественник, художник, писатель.

## Скончались
См. также: Категория:Умершие в 1951 году
- 5 января — Андрей Платонов, русский писатель.
- 25 января — Сергей Иванович Вавилов, советский физик, академик (1932), президент Академии Наук СССР (с 1945).
- 13 мая — Спиридон Казанджиев, болгарский психолог и философ-идеалист, академик.
- 14 июня — Стефан Иванов, болгарский художник, академик.
- 16 октября — Лиакат Али Хан, первый премьер-министр Пакистана в 1947 — 1951 годах, каид-и миллат («вождь нации») (род. 1895).
- 31 декабря — Максим Максимович Литвинов, российский революционер, советский дипломат и государственный деятель (род. 1876).

## Нобелевские премии
- Физика — Джон Дуглас Кокрофт и Эрнест Томас Синтон Уолтон — «За исследовательскую работу по превращению атомных ядер с помощью искусственно ускоряемых атомных частиц».
- Химия — Эдвин Макмиллан и Гленн Сиборг — «За открытия в области химии трансурановых элементов».
- Медицина и физиология — Макс Тейлер — за открытия, связанные с жёлтой лихорадкой и её лечением.
- Литература — Пер Лагерквист — «За художественную силу и абсолютную независимость суждений писателя, который искал ответы на вечные вопросы, стоящие перед человечеством».
- Премия мира — Леон Жуо